# Джеронімо (Оклахома)
Джеронімо (англ. Geronimo) — місто (англ. town) в США, в окрузі Команчі штату Оклахома. Населення — 1158 осіб (2020).

## Географія
Джеронімо розташоване за координатами 34°29′6″ пн. ш. 98°23′21″ зх. д. / 34.48500° пн. ш. 98.38917° зх. д. (34.485124, -98.389172).  За даними Бюро перепису населення США в 2010 році місто мало площу 3,93 км², уся площа — суходіл.

## Демографія
Згідно з переписом 2010 року, у місті мешкало 1268 осіб у 451 домогосподарстві у складі 340 родин. Густота населення становила 323 особи/км².  Було 533 помешкання (136/км²).
Расовий склад населення:
| - 67,0 % — білих - 13,9 % — корінних американців - 3,6 % — чорних або афроамериканців - 1,7 % — азіатів - 0,1 % — вихідців з тихоокеанських островів - 4,9 % — осіб інших рас |

До двох чи більше рас належало 8,8 %. Частка іспаномовних становила 11,2 % від усіх жителів.
За віковим діапазоном населення розподілялося таким чином: 30,4 % — особи молодші 18 років, 59,6 % — особи у віці 18—64 років, 10,0 % — особи у віці 65 років та старші. Медіана віку мешканця становила 31,5 року. На 100 осіб жіночої статі у місті припадало 90,4 чоловіків;  на 100 жінок у віці від 18 років та старших — 88,3 чоловіків також старших 18 років.
Середній дохід на одне домашнє господарство  становив 51 563 долари США (медіана — 40 074), а середній дохід на одну сім'ю — 60 616 доларів (медіана — 52 500). За межею бідності перебувало 11,1 % осіб, у тому числі 16,5 % дітей у віці до 18 років та 1,3 % осіб у віці 65 років та старших.
Цивільне працевлаштоване населення становило 469 осіб. Основні галузі зайнятості: освіта, охорона здоров'я та соціальна допомога — 26,7 %, роздрібна торгівля — 13,0 %, виробництво — 12,2 %, будівництво — 11,5 %.